# Burjuc
Burjuc (en hongrois : Burzsuk) est une commune du Județ de Hunedoara en Transylvanie, (Roumanie).